# Майдан Згоди (Житомир)
У Вікіпедії є статті про інші площі з назвою Майдан Згоди

Майдан Згоди — майдан в Богунському районі міста Житомира.

## Характеристики
Розташований в привокзальній частині міста. Розташований на перетині вулиць Київської та Східної. Від майдану бере початок Вацківський провулок.

## Історія
На початку ХХ століття сформувалася садибна забудова вздовж Київської вулиці в районі майбутнього майдану. Східна вулиця, яка згідно з генеральними планами міста 1845 — 1855 рр. проєктувалася як східна межа міста, не була прокладена в районі майдану Згоди до 1960-х років. На схід від осі запроєктованої Східної вулиці, на північ від Київської вулиці розкинулися вільні від забудови землі, частину яких у 1930-х роках зайняла новозбудована залізнична школа № 45 (згодом школа № 8).
У другій половині 1960-х років здійснювалося будівництво п'ятиповерхових житлових будинків. Тоді сформовано багатоповерхову забудову на місці знесеної садибної забудови вздовж Київської вулиці, а також вздовж новопрокладеної Східної вулиці та на розі останньої з Київською вулицею.
У 1971 році відкрито пам'ятник Ярославу Домбровському, впорядковано довколишню територію та згодом проведено реконструкцію житлових будинків на розі вулиць Київської та Східної.
Майдан отримав назву у 1992 році.